# Belá, Nové Zámky
Belá este o comună slovacă, aflată în districtul Nové Zámky din regiunea Nitra. Localitatea se află la altitudinea de 186 m deasupra n.m., se întinde pe o suprafață de 8,69 km2 și în 2017 număra 328 de locuitori.

## Istoric
Localitatea Belá este atestată documentar din 1132.

## Demografie
| An:                | 1994 | 2004   | 2014    | 2024 |
| ------------------ | ---- | ------ | ------- | ---- |
| Număr de persoane: | 424  | 413    | 350     | 315  |
| Diferență:         |      | −2,59% | −15,25% | −10% |

| An:                | 2023 | 2024   |
| ------------------ | ---- | ------ |
| Număr de persoane: | 319  | 315    |
| Diferență:         |      | −1,25% |